# Vallvidrera
Vallvidrera es un barrio periférico de Barcelona integrado en el distrito de Sarriá-San Gervasio.
Originalmente constituía un término municipal independiente. En 1892 se unió al que por entonces era el municipio de San Vicente de Sarriá. Este municipio se integró en Barcelona en 1921 y, con él, también lo hizo Vallvidrera.
Su núcleo principal está situado al sudeste de la sierra de Collserola sobre las cimas de Vallvidrera (362 metros) y de la Vinyassa (350 metros), en el medio de la colina que une las cimas del Turó de la Vilana (438 metros) y el Tibidabo (512 metros) con el Turó d'en Corts (393 metros) y San Pedro Mártir (384 metros), bajando hacia el oeste hasta los barrios de Les Planes, mas Guimbau, Rectoret y más Sauró.

## Historia
El antiguo término de Vallvidrera estuvo estrechamente vinculado a su iglesia: Santa María de Vallvidrera. De este templo se tiene la primera noticia registrada en 987 en un documento en el que se cita la iglesia, perteneciente entonces a la parroquia de Valldoreix. En el siglo XIII se convirtió en parroquia independiente. El actual edificio se erigió entre 1570 y 1587 en estilo gótico tardío. Fue restaurada en el siglo XVII y quedó cerrada al culto durante la guerra civil española.
En 1355, la zona de Vallvidrera fue vendida por la corte a Pere Desllor, regresando a la corona en 1385. Siempre fue un núcleo muy poco poblado y con una población más bien dispersa. A finales del siglo XIX se convirtió en lugar de veraneo para los barceloneses y se construyeron numerosos edificios, así como algunos hoteles. En 1864 se inauguró el pantano de Vallvidrera que tenía que servir como reserva de agua potable para la Villa de Sarriá (independiente de Barcelona en aquella época).
En 1906 el funicular de Vallvidrera. El pantano fue reformado y reacondicionado en 2007. En 1991 se inauguraron los túneles de Vallvidrera que, atravesando la sierra de Collserola, unen la ciudad de Barcelona con la comarca del Vallés Occidental.

## Demografía
| Gráfica de evolución demográfica de Vallvidrera entre 1842 y 1887 |
| |
| Población de derecho según los censos de población del INE. Población de hecho según los censos de población del INE.Entre el censo de 1897 y el anterior, este municipio desaparece porque se integra en el municipio Sarriá. |